# Atletisme als Jocs Olímpics d'estiu de 1908 - salt d'alçada masculí
Els  salt d'alçada masculí va ser una de les sis proves de salts que es disputaren durant els Jocs Olímpics de Londres de 1908. La prova es va disputar el 21 de juliol de 1908 amb la participació de 22 atletes procedents de deu nacions diferents.

## Medallistes
| Or                 | Plata                                                   | Bronze |
| Harry Porter (USA) | Géo André (FRA) · István Somodi (HUN) · Con Leahy (GBR) |        |

## Rècords
Aquests eren els rècords del món i olímpic que hi havia abans de la celebració dels Jocs Olímpics de 1908.
| Rècord del Món | 1.97(*) | Michael Sweeney | Nova York (USA) | 21 de setembre de 1895 |
| Rècord Olímpic | 1.90    | Irving Baxter   | París (FRA)     | 15 de juliol de 1900   |

(*) No oficial

## Resultats
Tots els atletes tenien tres intents en cada alçada.
| Posició | Nom                | País          | Alçada      |
| ------- | ------------------ | ------------- | ----------- |
| 1       | Harry Porter       | Estats Units  | 1.90 metres |
| 2       | Géo André          | França        | 1.88 metres |
| 2       | István Somodi      | Hongria       | 1.88 metres |
| 2       | Con Leahy          | Regne Unit    | 1.88 metres |
| 5       | Herbert Gidney     | Estats Units  | 1.85 metres |
| 5       | Tom Moffitt        | Estats Units  | 1.85 metres |
| 7       | Neil Patterson     | Estats Units  | 1.83 metres |
| 8       | Axel Hedenlund     | Suècia        | 1.80 metres |
| 9       | Patrick Leahy      | Regne Unit    | 1.78 metres |
| 10      | George Barber      | Canadà        | 1.77 metres |
| 10      | Edward Leader      | Regne Unit    | 1.77 metres |
| 10      | Haswell Wilson     | Regne Unit    | 1.77 metres |
| 13      | József Haluzsinsky | Hongria       | 1.72 metres |
| 13      | Garfield MacDonald | Canadà        | 1.72 metres |
| 13      | Henry Olsen        | Noruega       | 1.72 metres |
| 16      | Léon Dupont        | Bèlgica       | 1.67 metres |
| 16      | Folke Hellstedt    | Suècia        | 1.67 metres |
| 16      | Lauri Pihkala      | Finlàndia     | 1.67 metres |
| 19      | Herman van Leeuwen | Països Baixos | 1.65 metres |
| 20      | Al Bellerby        | Regne Unit    | 1.59 metres |
| -       | Otto Monsen        | Noruega       | NM          |
| -       | Lauri Wilskman     | Finlàndia     | NM          |